# Sugar (песня System of a Down)
Sugar (рус. Сахар) — сингл американской ню-метал группы System of a Down из дебютного альбома System of a Down. Выпущена как сингл и EP в 1998 году. В 1999 году эта песня заняла 28-е место в хит-параде Mainstream Rock и 31-е место — в Modern Rock Tracks.

## Список композиций

### Sugar (Сингл)
Все тексты написаны Сержем Танкяном.
| №  | Название        | Музыка           | Длительность |
| -- | --------------- | ---------------- | ------------ |
| 1. | «Sugar»         | Одаджян, Малакян | 2:34         |
| 2. | «Sugar» (Clean) | Одаджян, Малакян | 2:34         |

### Sugar (7" Сингл)
Все тексты написаны Сержем Танкяном.
| №  | Название      | Музыка           | Длительность |
| -- | ------------- | ---------------- | ------------ |
| 1. | «Sugar»       | Одаджян, Малакян | 2:34         |
| 2. | «War?» (Live) | Малакян          | 2:47         |

### Sugar (7"Промосингл)
Все тексты написаны Сержем Танкяном.
| №  | Название           | Музыка           | Длительность |
| -- | ------------------ | ---------------- | ------------ |
| 1. | «Sugar» (Live)     | Одаджян, Малакян | 2:23         |
| 2. | «Suite-Pee» (Live) | Малакян          | 3:04         |

### Sugar (EP)
Все тексты написаны Сержем Танкяном.
| №  | Название             | Музыка           | Длительность |
| -- | -------------------- | ---------------- | ------------ |
| 1. | «Sugar»              | Одаджян, Малакян | 2:34         |
| 2. | «Sugar» (Clean)      | Одаджян, Малакян | 2:34         |
| 3. | «Storaged»           | Малакян          | 1:19         |
| 4. | «Sugar» (Live)       | Одаджян, Малакян | 2:24         |
| 5. | «War?» (Live)        | Малакян          | 2:44         |
| 6. | «Sugar» (Clean&Live) | Одаджян, Малакян | 2:24         |
| 7. | «War?» (Clean&Live)  | Малакян          | 2:44         |